# Janusz Mazanek

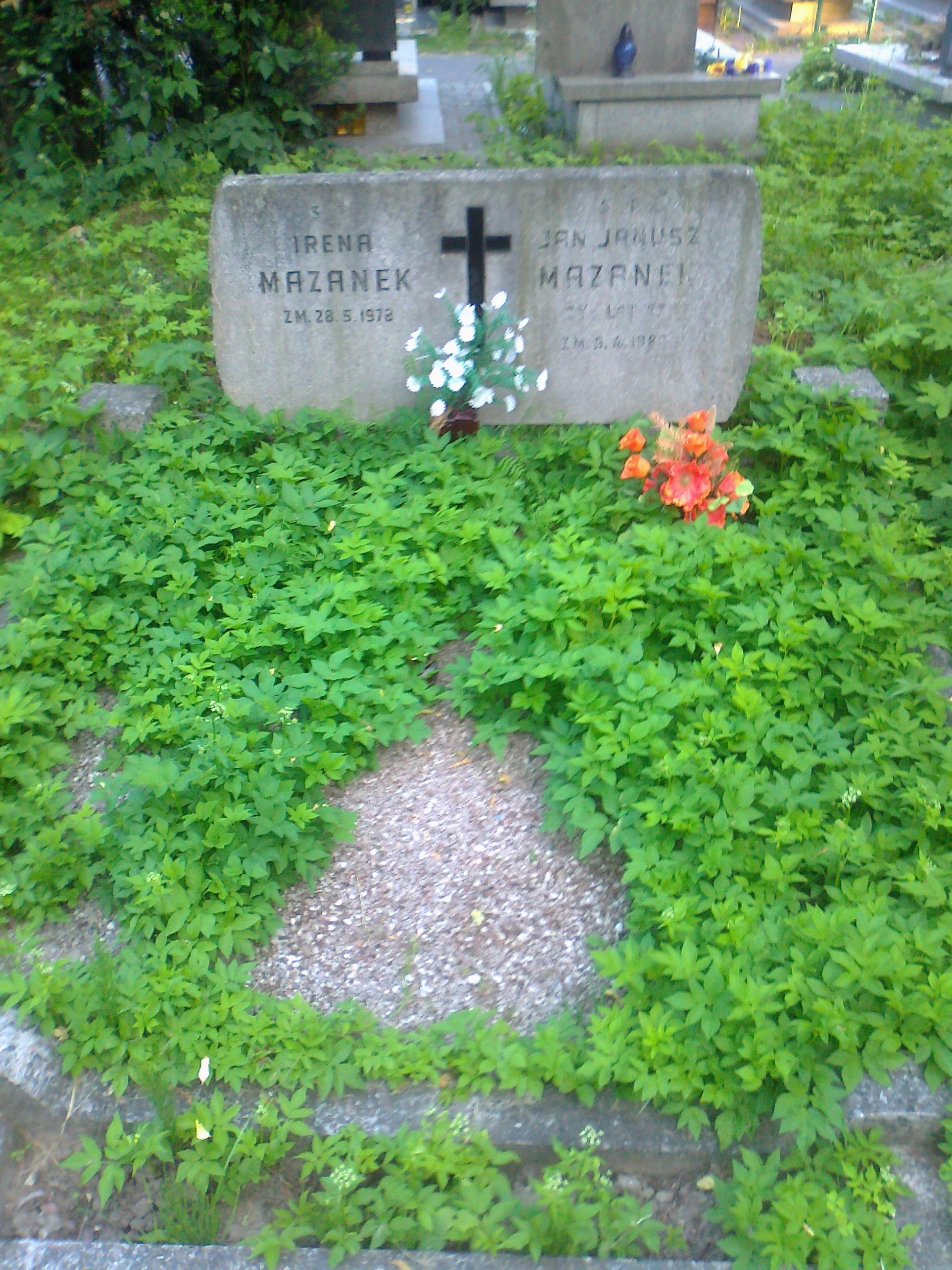
Grób Janusza Mazanka na cmentarzu komunalnym na Dołach w Łodzi

Janusz Mazanek (ur. 9 lipca 1901 w Krzeszowicach, zm. 9 kwietnia 1988 w Łodzi) – polski aktor, teatralny, filmowy i telewizyjny, reżyser teatralny.

## Życiorys
Urodził się 9 lipca 1901 w Krzeszowicach, ówcześnie znajdujących się na terenie Austro-Węgier (ob. w woj. małopolskim, pow. krakowski). Jako aktor zadebiutował 21 września 1918 rolą drugiego kamerdynera w spektaklu Przyjaciele Aleksandra Fredry w reż. Mariana Jednowskiego na deskach Teatru Miejskiego im. Juliusza Słowackiego w Krakowie.
Występował na scenach teatrów Krakowa, Poznania, Wilna, Bydgoszczy, Katowic, Lublina i Torunia. W latach 1934–1951 pracował poza teatrem. W latach 1951–1955 grał w Teatrach Dramatycznych we Wrocławiu, a w latach 1955–1958 w Teatrze Polskim w Poznaniu. Następnie związał się na stałe ze scenami teatrów łódzkich. Grał i reżyserował w Teatrze im. Stefana Jaracza (1958–1963) oraz w Teatrze Powszechnym (1963–1979). Był działaczem i zasłużonym członkiem ZASP.
Występował również w Teatrze Telewizji, m.in. w spektaklach: Kowal, pieniądze i gwiazdy Jerzego Szaniawskiego w reż. Henryka Drygalskiego (1958), Z krainy wielkiej bałwanii Sławomira Mrożka w reż. Stefana Drewicza (1958), Dama pikowa Aleksandra Puszkina w reż. Ireneusza Kanickiego (1964), Zamach Irwina Shawa w reż. Romana Sykały (1969), Henryk V Williama Szekspira w reż. Macieja Zenona Bordowicza (1970), Biała zaraza Karla Čapka w reż. Laco Adamíka (1973) oraz w przedstawieniach w reż. Tadeusza Junaka – Obłomow według Iwana Gonczarowa (1977) i Colas Breugnon Romaina Rollanda (1981).

## Filmografia (wybór)
- Szatan z siódmej klasy (1960) – ojciec Adama Cisowskiego
- Komedianty (1961) – oficer
- Troje i las (1962) – chłop
- Panienka z okienka (1964)
- Piękny był pogrzeb, ludzie płakali (1967)
- Stawka większa niż życie (serial telewizyjny) (1967) – generał sugerujący kapitanowi Ruppertowi samobójstwo (odc. 5. Ostatnia szansa)
- Doktor Ewa (serial telewizyjny) (1970) (odc. 6. Dwie prawdy)
- Złote Koło (1971) – woźny w szkole
- Śledztwo (1973) – Plays
- Kazimierz Wielki (1975)
- Śmierć prezydenta (1977) – Bronsford, poseł prawicy
- Epizod (1979)

## Odznaczenia, nagrody i wyróżnienia
- Krzyż Kawalerski Orderu Odrodzenia Polski (1970)
- Medal 30-lecia Polski Ludowej (1975)
- Odznaka Honorowa Miasta Łodzi (1965)